# Włodzimierz Stankiewicz

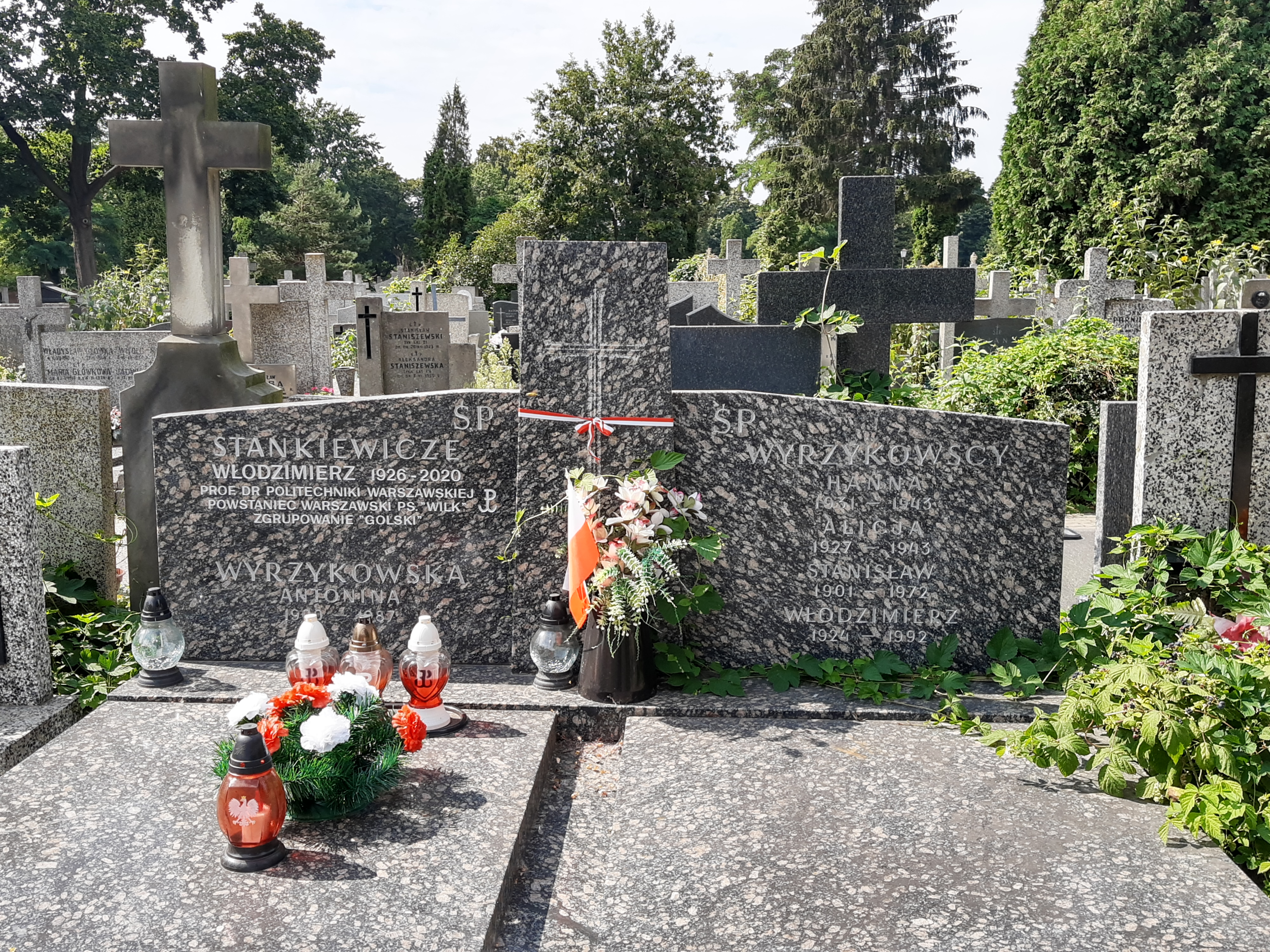
Grób prof. Włodzimierza Stankiewicza na cmentarzu Bródnowskim

Włodzimierz Stankiewicz (ur. 15 czerwca 1926, zm. 4 kwietnia 2020) – polski matematyk, dr hab., uczestnik powstania warszawskiego.

## Życiorys
Podczas II wojny światowej działał w konspiracji od marca 1942 pseudonim Wilk, wziął udział w powstaniu warszawskim. Po powstaniu znalazł się w niewoli niemieckiej był jeńcem Stalagu X B Sandbostel. Obronił pracę doktorską, następnie uzyskał stopień doktora habilitowanego. Otrzymał nominację profesorską. Pracował na stanowisku docenta na Wydziale Inżynierii Sanitarnej i Wodnej Politechniki Warszawskiej.
Piastował stanowisko profesora na Wydziale Matematyki i Nauk Informacyjnych Politechniki Warszawskiej.
Zmarł 4 kwietnia 2020. Został pochowany na cmentarzu Bródnowskim (kw. 34C-5-14/15).